# 雅戈比·艾尔斯布里
雅戈比·麥克凱布·艾爾斯布里（Jacoby McCabe Ellsbury，1983年9月11日—）出生於美國俄勒岡州馬德拉斯，曾效力於美國職棒大聯盟波士頓紅襪和紐約洋基的外野手。艾爾斯布里是科羅拉多河印第安部落的一員，他也是第一位登上大聯盟的納瓦霍族人。

## 小聯盟時期
2002年，艾爾斯布里第一輪23順位被坦帕灣魔鬼魚挑中，但並沒有簽約。他在俄勒岡州立大學完成三年的學業後，參加2005年的大聯盟選秀，在第一輪23順位被波士頓紅襪隊選中。
2005年7月14日，艾爾斯布里在紅襪隊小聯盟短1A洛威爾旋球隊開始了他的職業生涯。在第一場比賽中他就展現了他的耐心和速度，作為球隊的第一棒，在兩好三壞的情況下選到了四壞球保送，接著盜上二壘，再盜三壘，最後靠著對方傳球回到本壘得分。9月7日，他完成了單場三次盜壘，追平了球隊紀錄。艾爾斯布里這個賽季參加了35場比賽，打擊率3成17，並有23次盜壘。
2006年，艾爾斯布里在美國棒球雜志的小聯盟球員排名中名列紅襪隊第六。這個賽季他從1A的威明頓藍岩隊起步。7月3日，他單場4次盜壘成功追平了隊史紀錄。最終艾爾斯布里在1A交出了2成99打擊率和25次盜壘成功的成績，並入選了卡羅萊納聯盟全明星陣容。7月12日他升上了2A的波特蘭海狗隊。
在升上2A不久艾爾斯布里就以4成的打擊率、連7場安打榮獲東方聯盟周最佳球員。最終他在2A的50場比賽中打擊率3成06、盜壘成功16次。他被選為了紅襪隊小聯盟年度最佳防守球員和最佳跑壘球員。賽季結束後紅襪隊把他送到了亞利桑那秋季聯盟鍛煉。在25場比賽中，艾爾斯布里打擊率為2成76，最終也入選了秋季聯盟的全明星陣容。
2007年春訓中，艾爾斯布里在大聯盟訓練營參加了8場比賽，之後被送回了小聯盟訓練營。這一年他被美國棒球雜志評為紅襪隊小聯盟球員第一名，在所有小聯盟球員中排名第33。
2007賽季艾爾斯布里從2A的海狗隊起步，在17場比賽中打擊率高達4成52，獲得東方聯盟4月最佳球員。5月4日他升上了3A的波塔基特紅襪隊。他被選入了全明星明日之星賽陣容，但由於升上了大聯盟，被馬特·托爾伯特（Matt Tolbert）取代。但後來艾爾斯布里又回到小聯盟，因此他取代了受傷的卡麥隆·梅賓重回明日之星賽陣容中。這場比賽中，他4個打數沒有安打。
八月份時，艾爾斯布里以25場連續安打打破了球隊的紀錄。
這個賽季艾爾斯布里在3A成功盜壘33次，排名並列國際聯盟第二。他也連續兩個賽季獲得了紅襪隊小聯盟年度最佳防守球員和最佳跑壘球員。

## 大聯盟時期

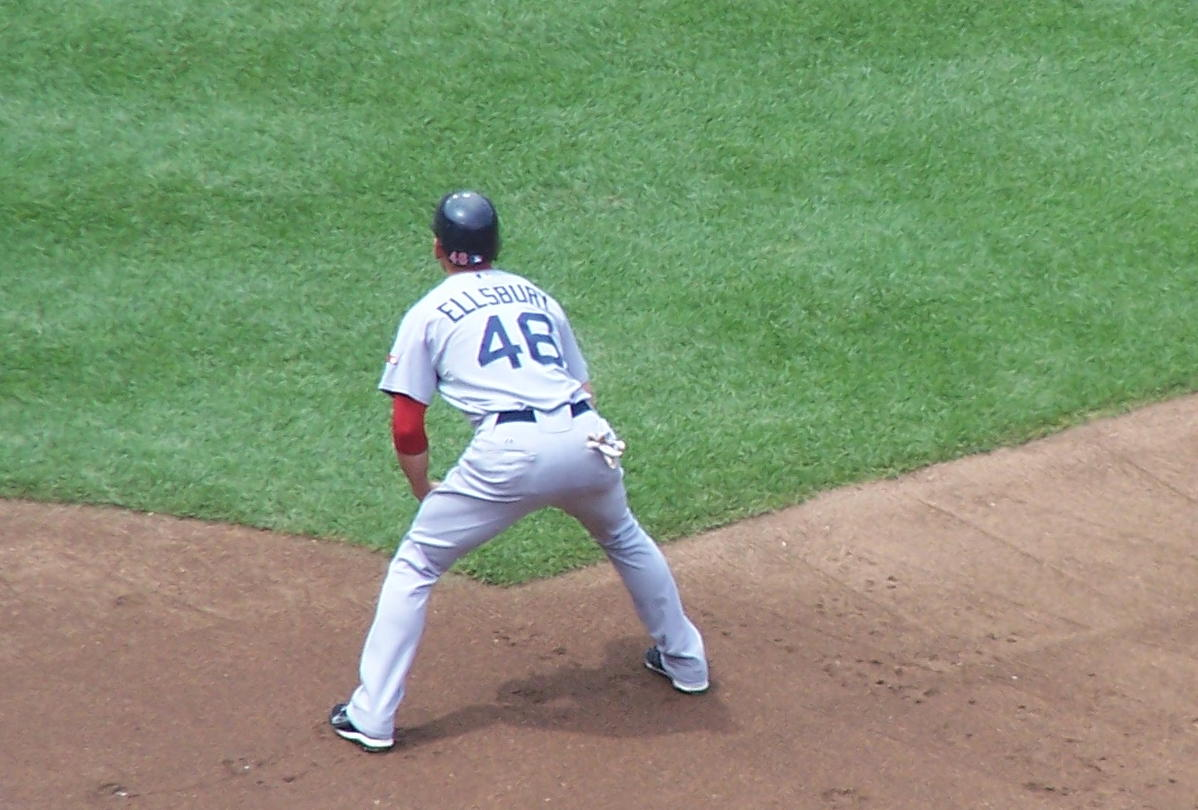
Ellsbury leading off first against the Baltimore Orioles.

### 2007年
2007年6月30日，由於可可·克里斯普的受傷，艾爾斯布里第一次被叫上了大聯盟。在主場面對德州游騎兵的比賽中，他作為先發中外野手上場。第三局下半他從游騎兵隊投手羅賓遜·特赫達（Robinson Tejeda）手中敲出了他在大聯盟的第一支安打。他第一次盜壘成功則是7月2日達成的，那場比賽他還有一個令人印象深刻的表現，靠著對方投手的爆投，他從二壘直接回到本壘得分。紅襪隊名人堂成員約翰尼·佩斯基甚至形容這是“我這輩子見過的最精彩的一個表現。”在大聯盟出場了6場之後，7月6日艾爾斯布里被下放回小聯盟。
8月17日的雙重賽中，艾爾斯布里重新被叫上大聯盟。比賽之後又再次把他送回小聯盟。
9月1日，靠著大聯盟名單擴編的機會艾爾斯布里再度回到大聯盟賽場。在9月2日的比賽中，四局下半他從巴爾的摩金鶯投手丹尼爾·卡佈雷拉（Daniel Cabrera）手中打出了他在大聯盟的第一支全壘打。這球直接飛進了紅襪隊的牛棚。
艾爾斯布里被評為了美國聯盟九月份最佳新秀。由於2007年在他大聯盟不足130個打席，因此2008賽季仍可作為新秀參賽。

#### 2007年季後賽
在2007年的季後賽中，由於克里斯普陷入了低迷狀態，艾爾斯布里在美聯冠軍賽第六場比賽中作為先發中外野手出賽，並在之後所有的比賽中均先發出場。在他出場的11場季後賽，他25個打數打出了9支安打，打擊率3成60，並有兩次盜壘成功。
10月27日對科羅拉多落磯的世界大賽第三場中，艾爾斯布里在第四局下半從喬什·福格手中擊出兩支二壘安打，他也是第一位在世界大賽同一局中打出兩支二壘安打的新人。在第八局從布萊恩·弗恩特斯手裡再打出一支二壘安打後，艾爾斯布里成為了第四位在世界大賽中單場三支二壘安打的新人。加上第一局的一壘安打，他也成為了第三位在世界大賽單場四安打的新人。
在世界大賽的四場比賽中，艾爾斯布里的打擊率高達4成38，並有一次盜壘成功。

### 2008年
2008年，艾爾斯布里在美國棒球雜誌的新人排名中位列第13，在紅襪隊則是名列第二，僅次於克雷·布克霍爾茲。
在春訓的16場比賽中，艾爾斯布里的打擊三圍是.224/.291/.347。這個賽季他從大聯盟起步，並參加了紅襪隊在日本東京巨蛋進行的新賽季開幕戰。在4月22日對洛杉磯安那罕天使的比賽中，艾爾斯布里第一次完成了單場雙響炮。
5月18日在主場對密爾瓦基釀酒人的比賽中，四局下半艾爾斯布里盜壘失敗，從而終結了他在大聯盟連續25次盜壘成功的紀錄，僅比蒂姆·雷恩斯在1979年創造的連續27次盜壘成功的大聯盟紀錄少兩次。5月30日在對巴爾的摩金鶯的比賽中，艾爾斯布里三次盜壘成功，這也是自1980年6月14日傑里·雷米（Jerry Remy）單場四次盜壘成功之後，第一次有紅襪隊球員完成單場兩次盜壘成功以上的表現。在之後的一場比賽中，他再度三次盜壘成功。加上第三場比賽的一次盜壘，他在這個系列賽總共7次盜壘成功。
艾爾斯布里在6月14日完成了他本賽季的第32次盜壘成功，打破了保持超過100年之久的隊史新人盜壘紀錄。
這個賽季艾爾斯布里以50次盜壘成功成為了美國聯盟盜壘王，這個數字也讓他排在了紅襪隊史的第三位，僅次於湯米·哈柏（Tommy Harper）在1973年創造的54次和特里斯·斯畢克（Tris Speaker）1912年的52次。
除了他的速度之外，艾爾斯布里同樣也展現他的守備能力。他至今在大聯盟出賽的178場（1430局）中未出現任何失誤。

#### 2008年季後賽
在美聯分區賽中，艾爾斯布里的打擊三圍是.333/.400/.567，幫助球隊以總比分三比一淘汰洛杉磯天使隊。其中在第三場比賽的第二局，他打出了季後賽歷史上第一支帶有3分打點的一壘安打。
在美聯冠軍賽對壘坦帕灣光芒的系列賽中，艾爾斯布里陷入了低迷，前三場比賽14個打數沒有安打。之後他的位置被狀態不錯的可可·克里斯普取代，在第五、六、七三場比賽他都沒有出場。紅襪最終以總比分三比四負於對手，無緣衛冕。

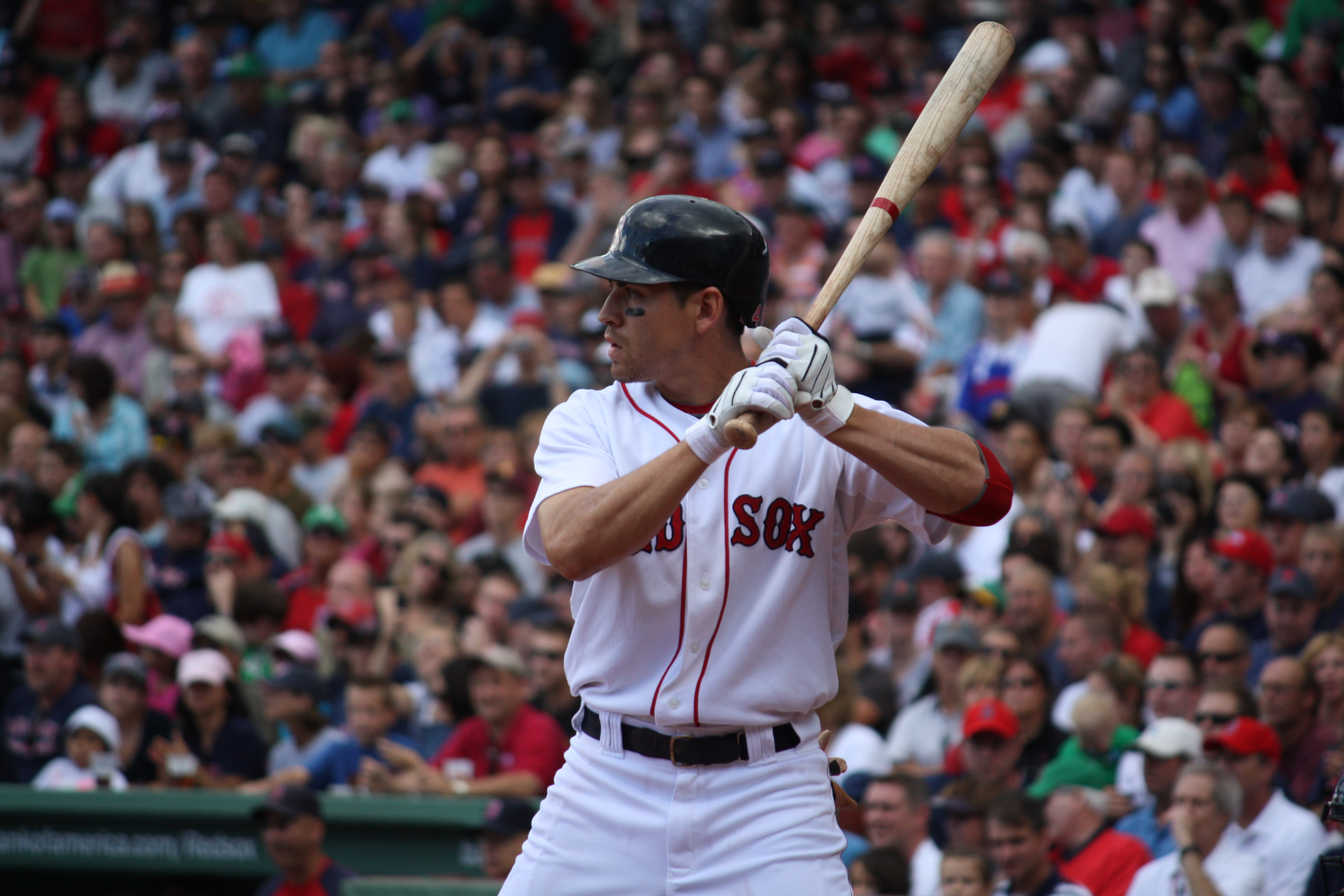
Ellsbury at bat against the Tampa Bay Rays in September 2009.

#### 2011年

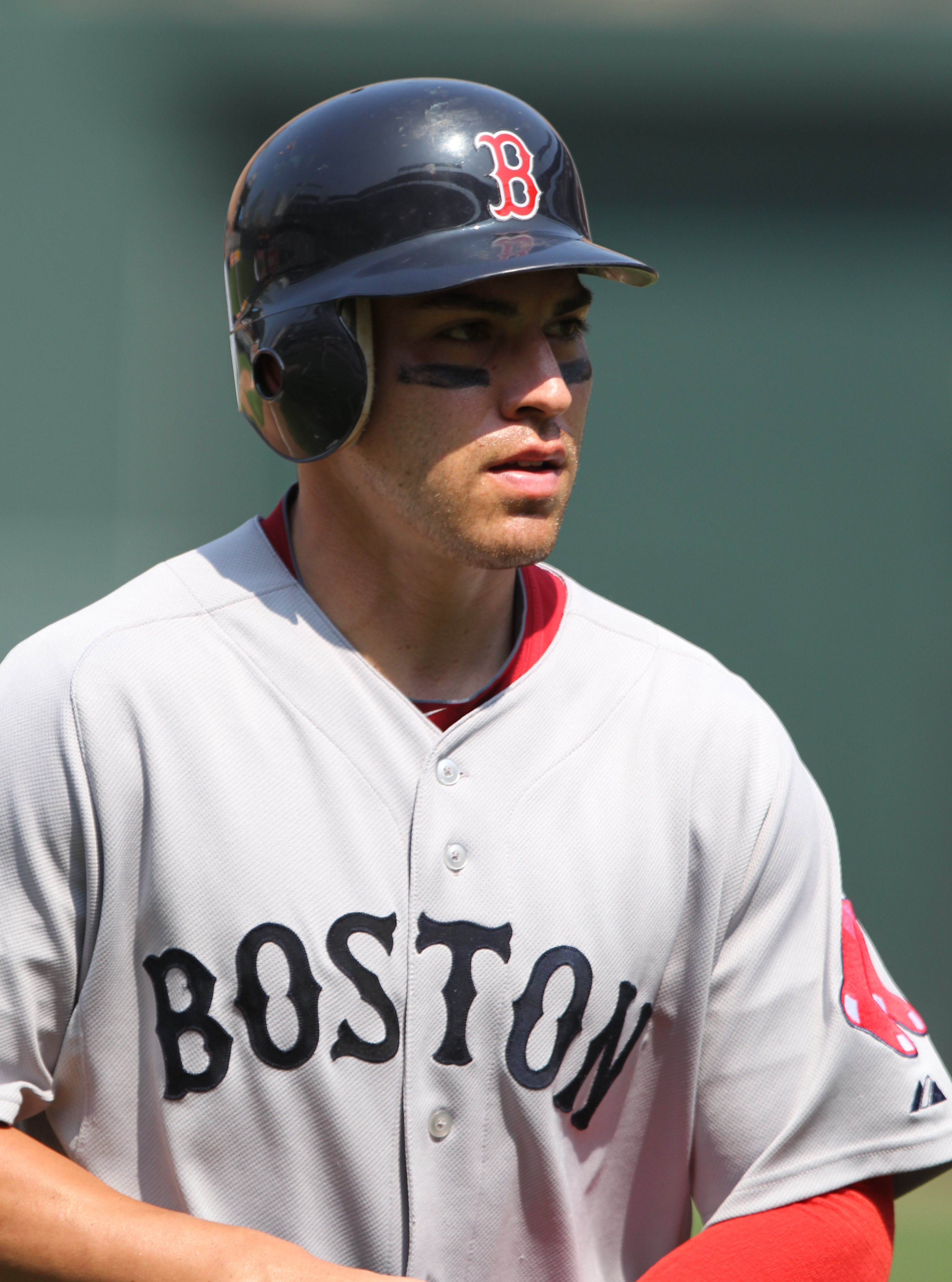
Ellsbury joined the 30–30 club in 2011.

有別過往的球季，艾爾斯布里在2011年展現了驚人的改變，尤其是在長打能力方面的變化。在９月２５號對紐約洋基隊的雙重賽首戰，艾爾斯布里擊出雙響砲，成為了紅襪隊史上首位30-30的打者。該年球季他的打擊三圍為.321 .376 .552，攻擊指數為.928（ops+146），並擊出32支全壘打，105分打點，39次盜壘成功，其中全壘打數為該年全隊最多，而之前個人球季的總和不過僅20支。

### 2013年加盟昔日宿敵洋基隊

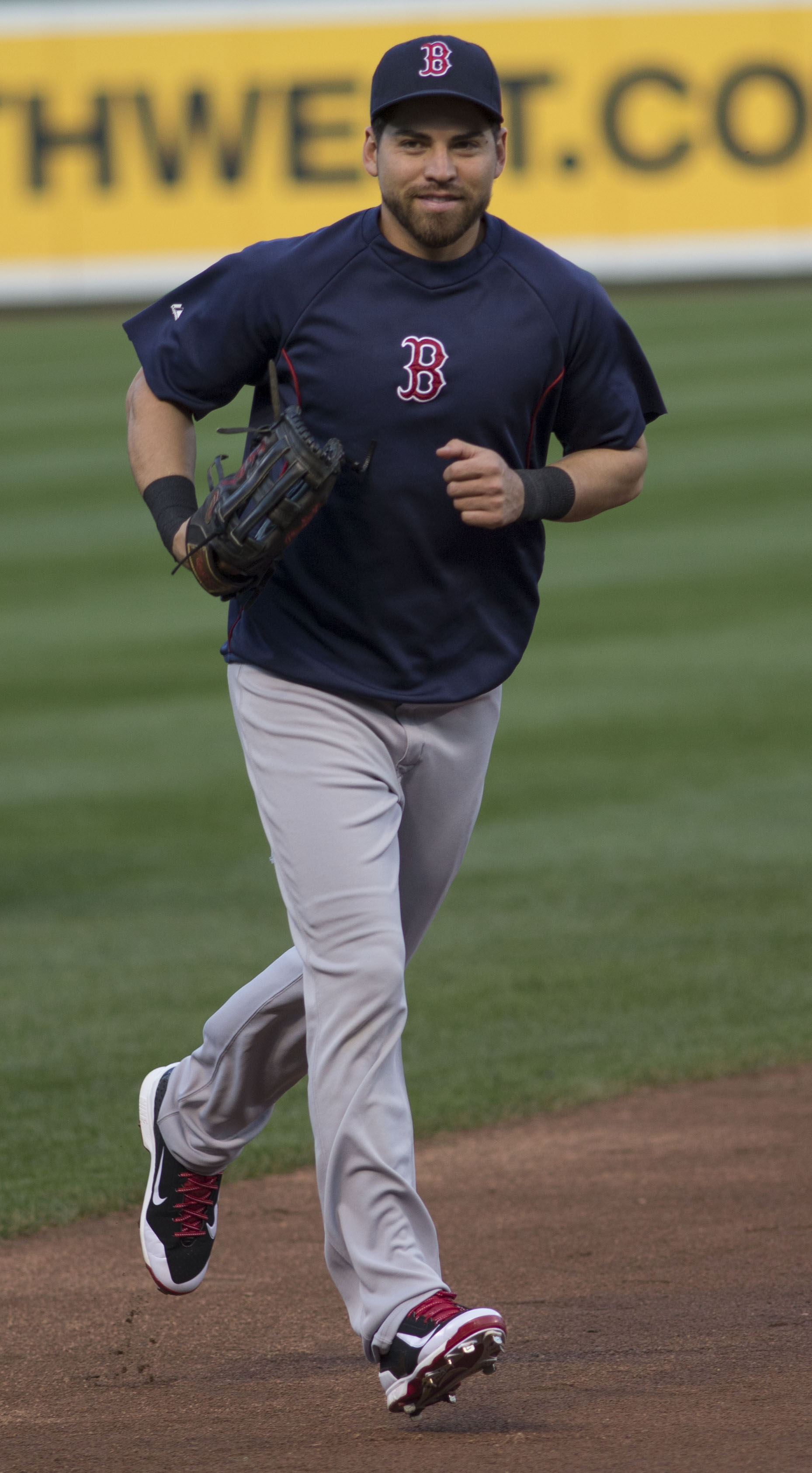
2013年9月28日在金鶯公園熱身中的艾爾斯布里

2013年12月3日艾爾斯布里與紐約洋基簽下7年1億5300萬美元的合約。
進入洋基後的表現不如預期，不斷進入傷兵名單，2018年甚至沒有在大聯盟出賽紀錄，已經淪為球隊的第六號外野手，被球迷譏為薪水小偷、痛痛人，這張合約也被公認為是少數Cashman簽下的失敗合約

## 榮譽列表

### 大學時期
- 2002年 入選太平洋國家聯盟全明星陣容
- 2003年 NCAA全美新人第二隊
- 2004年 入選太平洋十大學聯會全明星陣容
- 2005年 太平洋十大學聯會並列年度最佳球員
- 2005年 入選太平洋十大學聯會全明星陣容
- 2005年 NCAA全美第一隊

### 小聯盟時期
- 2006年 入選卡羅來納聯盟全明星陣容
- 2006年 東方聯盟周最佳球員 - 8月6日至13日
- 2006年 波士頓紅襪小聯盟年度最佳防守球員
- 2006年 波士頓紅襪小聯盟年度最佳跑壘球員
- 2006年 亞利桑那秋季聯盟明日之星
- 2007年 東方聯盟當月最佳球員 - 四月
- 2007年 入選全明星未來之星賽美國隊陣容
- 2007年 波士頓紅襪小聯盟年度最佳防守球員
- 2007年 波士頓紅襪小聯盟年度最佳跑壘球員

### 大聯盟時期
- 2007年 美國聯盟當月最佳新秀 - 九月
- 2008年 波士頓紅襪新人單賽季盜壘紀錄
- 2008年 美國聯盟盜壘王

## 職棒生涯成績
| 年度 | 球隊 | 場次 | 打席 | 打數 | 得分 | 安打 | 二壘打 | 三壘打 | 全壘打 | 打點 | 盜壘 | 四壞 | 三振 | 打擊率 | 上壘率 | 長打率 |
| 2007 | BOS  | 33   | 127  | 116  | 20   | 41   | 7      | 1      | 3      | 18   | 9    | 8    | 15   | .353   | .394   | .509   |
| 2008 | BOS  | 145  | 609  | 554  | 98   | 155  | 22     | 7      | 9      | 47   | 50   | 41   | 80   | .280   | .336   | .394   |
| 2009 | BOS  | 153  | 693  | 624  | 94   | 188  | 27     | 10     | 8      | 60   | 70   | 49   | 74   | .301   | .355   | .415   |
| 2010 | BOS  | 18   | 84   | 78   | 10   | 15   | 4      | 0      | 0      | 5    | 7    | 4    | 9    | .192   | .241   | .244   |
| 2011 | BOS  | 158  | 732  | 660  | 119  | 212  | 46     | 5      | 32     | 105  | 39   | 52   | 98   | .321   | .376   | .552   |
| 2012 | BOS  | 74   | 323  | 303  | 43   | 82   | 18     | 0      | 4      | 26   | 14   | 19   | 43   | .271   | .313   | .370   |
| 2013 | BOS  | 134  | 636  | 577  | 92   | 172  | 31     | 8      | 9      | 53   | 52   | 47   | 92   | .298   | .355   | .426   |
| 2014 | NYY  | 149  | 635  | 575  | 71   | 156  | 27     | 5      | 16     | 70   | 39   | 49   | 93   | .271   | .328   | .419   |
| 2015 | NYY  | 111  | 501  | 452  | 66   | 116  | 15     | 2      | 7      | 33   | 21   | 35   | 86   | .257   | .318   | .345   |
| 2016 | NYY  | 148  | 626  | 551  | 71   | 145  | 24     | 5      | 9      | 56   | 20   | 54   | 84   | .263   | .330   | .374   |
| 2017 | NYY  | 112  | 409  | 356  | 65   | 94   | 20     | 4      | 7      | 39   | 22   | 41   | 63   | .264   | .348   | .402   |
| 11年 | 11年 | 1235 | 5375 | 4846 | 749  | 1376 | 241    | 47     | 104    | 512  | 343  | 399  | 737  | .284   | .342   | .417   |

## 外部鏈接
- 球員資訊和成績在MLB，ESPN，Baseball-Reference，Fangraphs，The Baseball Cube（英文）
- 小聯盟時期數據

| 前任： 布萊恩·羅伯茨和卡爾·克勞福德 | 美國聯盟盜壘王 2008年－2009年 | 繼任： 胡安·皮埃爾 |
| 前任： 麥可·特魯特                  | 美國聯盟盜壘王 2013年         | 繼任： 荷西·奧圖維 |